# Hans Rebele
Hans Rebele (* 26. Januar 1943 in München; † 4. Januar 2023 ebenda) war ein deutscher Fußballspieler. Der Allrounder in der Offensive hat beim TSV 1860 München von 1963 bis 1969 in der Fußball-Bundesliga insgesamt 115 Ligaspiele absolviert und 23 Tore erzielt. In der Saison 1965/66 wurde er mit den „Löwen“ deutscher Meister. Er hat zwei A-Länderspiele für Deutschland bestritten. In Österreich gewann er am Ende seiner Karriere mit dem FC Wacker Innsbruck 1973 und 1975 jeweils die Meisterschaft und den Pokal.

## Laufbahn

### TSV 1860 München
Der Stürmer Hans Rebele begann seine Karriere 1961 beim TSV 1860 München. Altnationalspieler Josef Wendl war der erste große Förderer des „Buam aus dem Münchner Schlachthofviertel“, welcher durch den Nachwuchstrainer Wendl in den Schüler- und Jugendmannschaften der „Löwen“ getrimmt wurde. Am 7. Januar 1962 debütierte Rebele am 18. Spieltag der Saison 1961/62 in der Oberliga Süd beim 1:4 der „Löwen“ beim 1. FC Schweinfurt 05. Am 21. Januar 1962 schoss er am 20. Spieltag beim 1:1 beim VfB Stuttgart sein erstes Oberligator. Danach kam er in den folgenden 10 Oberligaspielen zum Einsatz, schoss aber kein Tor mehr. In der Saison 1962/63 bestritt Rebele 15 Oberligaspiele für den TSV 1860 und traf in dieser Saison fünfmal das gegnerische Tor in der Oberliga. Insgesamt kam er auf 26 Spiele und 6 Tore in der Oberliga Süd. Mit den Löwen errang er 1962/63 unter Trainer Max Merkel die Meisterschaft in der Oberliga Süd und die Sechziger wurden dadurch im Gegensatz zum Lokalrivalen FC Bayern München, in die neugegründete Fußball-Bundesliga aufgenommen. In der Endrunde um die deutsche Fußballmeisterschaft 1963 absolvierte das Talent aus den eigenen Reihen vier Gruppenspiele (1 Tor).
Gemeinsam mit seinen Mannschaftskameraden Alfred Heiß und Rudolf Brunnenmeier wurde der dribbelstarke und kombinationssichere Techniker, der sowohl als Außen- wie auch als Halbstürmer einsetzbar war, am Beginn der Hinrunde der ersten Bundesligasaison 1963/64 für das Länderspiel gegen Bulgarien am 25. September 1963 in die deutsche U-23-Auswahl berufen. Es blieb sein einziges Juniorenländerspiel. In der ersten Bundesligarunde kam er auf sieben Einsätze mit einem Treffer, in der zweiten Saison auf sechs Spiele mit zwei Toren. Er konnte sich erst zum Ende der Saison 1964/65 in den Kreis der Stammspieler drängen. Im April und Mai 1965 spielte er ihm Halbfinale des Europapokal der Pokalsieger gegen den von Trainer Nereo Rocco trainierten AC Turin. Im Hinspiel am 20. April hatte Rebele und Kollegen im Stadio Comunale keine Chance, die 0:2-Niederlage schmeichelte den „Blauen“ eher noch. Acht Tage später lagen die Piemonter nach 52 Minuten aber mit 0:3 zurück und 1860 schien damit im Finale zu stehen. Otto Luttrop hatte seinem Spitznamen „Atom-Otto“ mit zwei Krachern alle Ehre gemacht. Im Anschluss an eine Ecke glückte Stopper Remo Lancioni aber per Kopfball in der 74. Minute das 1:3 und die beiden Kontrahenten mussten deshalb am 5. Mai im Züricher Letzigrund ein Entscheidungsspiel bestreiten. Dort brachte Rebele in der 59. Minute die Sechziger mit 1:0 in Führung ehe Luttrop in der 90. Spielminute einen Foulelfmeter zum 2:0 verwandelte. Das Finale fand am 19. Mai im Londoner Wembley-Stadion vor 97.974 Zuschauern gegen West Ham United statt. Die „Hammers“ galten als Favorit. Die Süddeutschen hatten es einem großartigen Petar Radenković zwischen den Pfosten zu verdanken, dass es torlos in die Kabinen ging. Rechtsaußen Alan Sealey entschied mit zwei Treffern das Spiel für das Team von Manager Ron Greenwood. Das tolle Publikum in Wembley geleitete die Münchner mit Ovationen in die Kabinen, und selbst die englische Presse fand anerkennende Worte für die vor allem in der ersten Halbzeit beachtliche Vorstellung der Merkel-Elf. Rebele hatte insbesondere in den Spielen gegen Turin und West Ham auch den Bundestrainer überzeugt: Am 26. Mai 1965 in Basel berief ihn Helmut Schön zu einem Freundschaftsspiel gegen die Schweiz in die Fußballnationalmannschaft. Im 300. Länderspiel des DFB lief die Schön-Elf mit Alfred Heiß, Hans Küppers, Walter Rodekamp, Wolfgang Overath und Rebele im Angriff auf. Mit einem Rodekamp-Kopfball in der 43. Minute gingen die Mannschaften in die Halbzeitpause und es blieb auch nach weiteren 45 Minuten bei dem Spielstand von 1:0 für Deutschland. Rebele hatte sich nicht nachdrücklich auszeichnen können und gehörte in den nächsten Jahren nicht mehr der Nationalmannschaft an.
In der darauffolgenden Saison wurde er mit den Münchner Löwen Deutscher Fußballmeister. Er hatte dazu in 22 Ligaeinsätzen fünf Tore beigesteuert. In der Meisterschaftsrunde hatte er auch noch im internationalen Messepokal bei sechs Spielen gegen Malmö FF, Göztepe Izmir und Chelsea London weitere internationale Erfahrung gesammelt. Als Titelverteidiger erreichte 1860 1966/67 zwar die Vize-Meisterschaft, erlebte aber das Ausscheiden im Europapokal der Meister im November 1966 gegen Real Madrid und die Trainerentlassung von Max Merkel am 10. Dezember 1966. Die Mittelfeldakteure Küppers (14 Tore), Peter Grosser und Rebele mit je acht Toren waren die erfolgreichsten Schützen dieser Runde. Mit Rudi Brunnenmeier ging es abwärts, Ludwig Bründl war noch nicht so weit, Heiß, Kohlars und Konietzka hatten schon bessere Tage gesehen. Allerdings gewann Eintracht Braunschweig mit lediglich 49 Toren die deutsche Meisterschaft. Danach ging es mit den Sechzigern in der Tabelle mit dem 12. Rang 1968 beziehungsweise dem 10. Rang 1969 stetig bergab. Zwar konnte Hans Rebele noch ein zweites Mal im Nationaldress am 26. März 1969 bei einem Länderspiel in Frankfurt gegen Wales (1:1) für eine Halbzeit an der Seite von Reinhard Libuda, Gerd Müller und Sigfried Held auflaufen, im gleichen Jahr jedoch ging er in das Amateurlager zurück und schloss sich in der Bezirksliga überraschend dem MTV München von 1879 an. Nach dem Bundesliga-Abstieg der „Löwen“ 1970, kehrte Hans Rebele nach einer Runde zum TSV 1860 zurück und absolvierte in den folgenden zwei Jahren – 1970/71 (4. Platz, 36-6); 1971/72 (3. Platz, 31-8) – noch 67 Spiele (14 Tore) für die „Blauen“ unter Trainer Hans Tilkowski in der zweitklassigen Regionalliga Süd; die Bundesligarückkehr gelang aber nicht.

### Innsbruck, 1972 bis 1975
1972 wechselte Rebele nach Österreich zum FC Wacker Innsbruck. Hier beendete er 1975 seine aktive Laufbahn. In der österreichischen Fußball-Bundesliga brachte er es auf 80 Einsätze und erzielte dabei acht Tore. Er gewann mit Innsbruck an der Seite von Mitspielern wie Wolfgang Breuer, Johann Eigenstiller, Ove Flindt-Bjerg, Roland Hattenberger, Kurt Jara, Friedl Koncilia, Bruno Pezzey und Kurt Welzl in den Jahren 1973 und 1975 jeweils die Meisterschaft und den Cup.

## Weiterer Werdegang
Den Löwen ist der gelernte Bankkaufmann nach seiner Rückkehr aus Innsbruck treu geblieben. Lange Jahre spielte er für die Sechziger noch in der Alten Liga, später in der Traditionsmannschaft, bis er verletzungsbedingt (bekam eine künstliche Hüfte) aufhören musste.
Hans Rebele starb am 4. Januar 2023 im Alter von 79 Jahren.